# Serapis

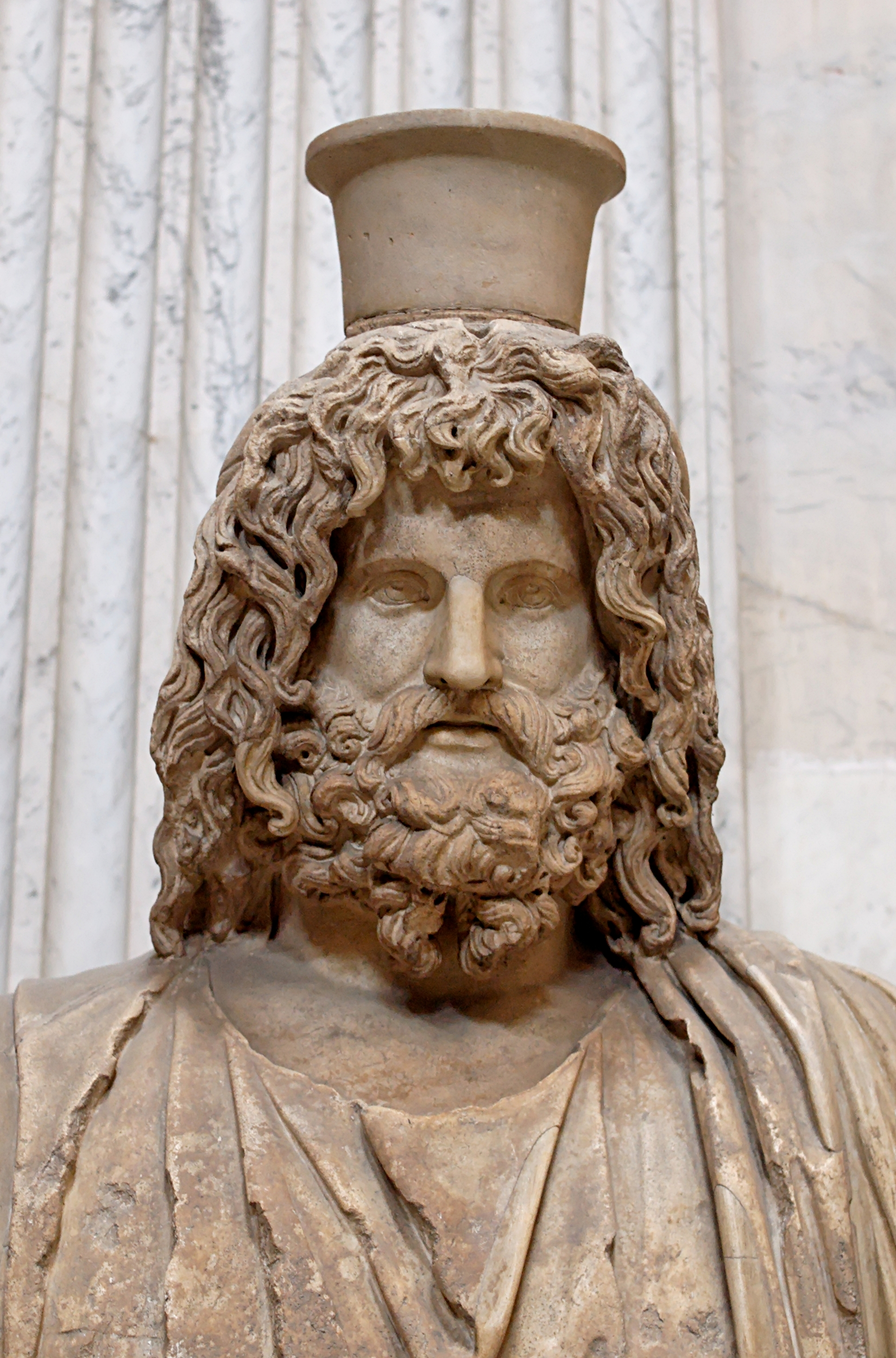
Rzymska kopia greckiego popiersia z IV wieku p.n.e. Muzeum Watykańskie

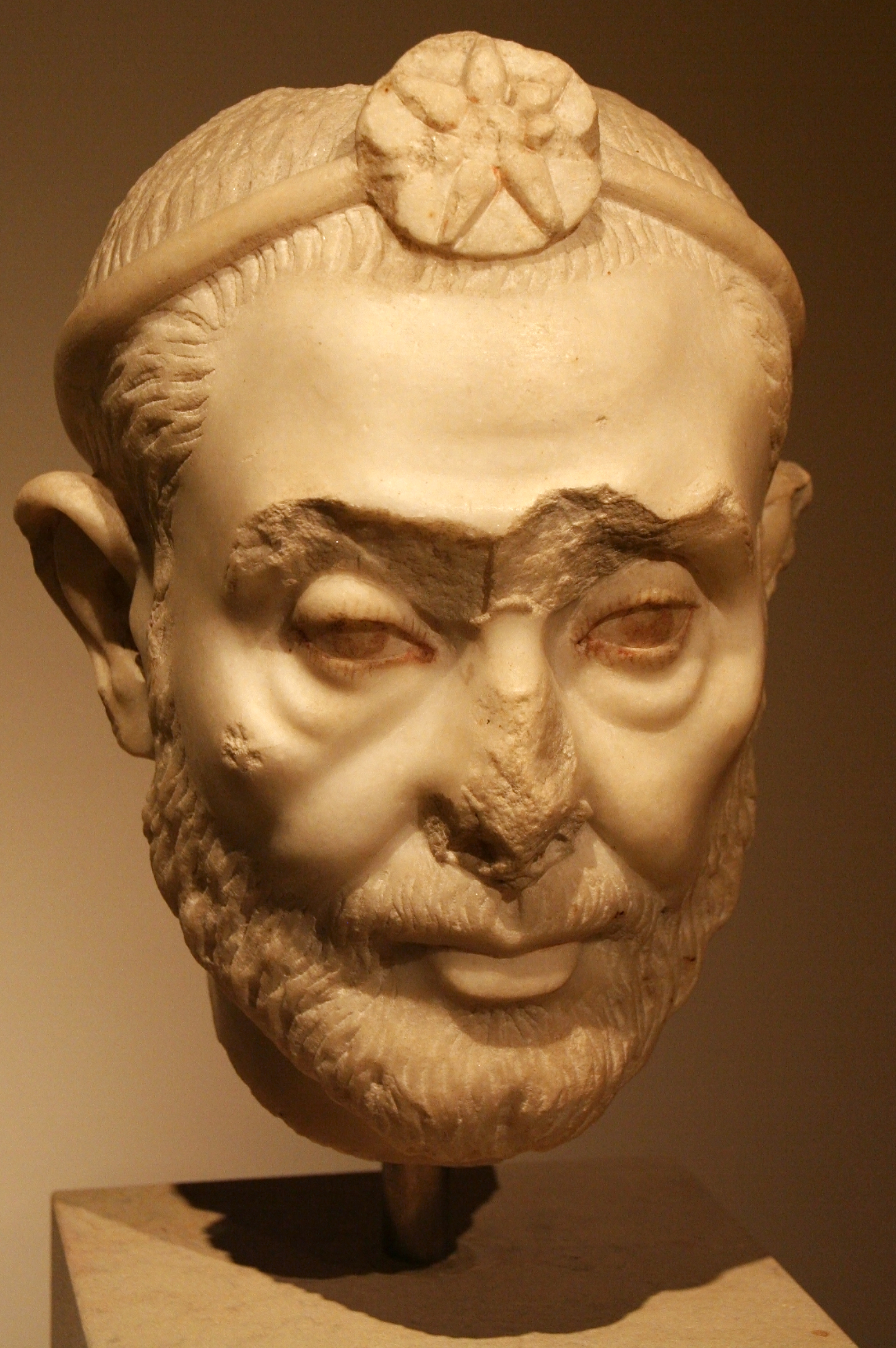
Kapłan kultu Sarapisa. Altes Museum Berlin

Serapis, Sarapis (stgr. Σέραπις, Σάραπις, łac. Serapis) – synkretyczne bóstwo hellenistycznego Egiptu, łączące cechy niektórych bogów egipskich i greckich. Otoczone szczególną opieką przez dynastię Ptolemeuszów, czczone było w Serapejonach, z których najbardziej znany, pełniący centrum kultu znajdował się w Aleksandrii. W okresie dominacji rzymskiej  wraz z kultem Izydy rozpowszechnił się na inne części imperium.

## Historia
Flawiusz Arrian, powołując się na informacje zawarte w „Królewskim dzienniku”, opisał w Anabazie śmierć Aleksandra Wielkiego. Zawiera ona najdalej sięgającą wstecz wzmiankę o Serapisie (323 p.n.e.), z której wynika, że podczas choroby króla szukano pomocy w jego babilońskiej świątyni (Serapis był bogiem uzdrowień).
Istnieje również relacja Plutarcha dotycząca początków dominacji kultu Serapisa w Egipcie (Moralia, Izyda i Ozyrys). Według niej,  Ptolemeusz I Soter miał sen, w którym bóg przemówił do niego i polecił przewieźć posąg Plutona z Synopy  do Aleksandrii. Po pewnych perypetiach dokonali tego Soteles i Dionizjusz, którzy w tym celu zmuszeni byli uciec się do podstępu i kradzieży. Tymoteusz, grecki znawca prawa sakralnego ze sławnego rodu kapłanów z Eleusis oraz Manethon kapłan egipski rozpoznali później w posągu wizerunek boga Serapisa. Posąg ten stanął w aleksandryjskim Serapejonie. Co ważne Plutarch opisując te wydarzenia korzystał najprawdopodobniej ze Świętych Tekstów Manethona. Tę samą wersję przedstawił Tacyt opisując pobyt Wespazjana w Aleksandrii (Historiae IV.83).

### Cechy bóstwa i praktyki kultowe

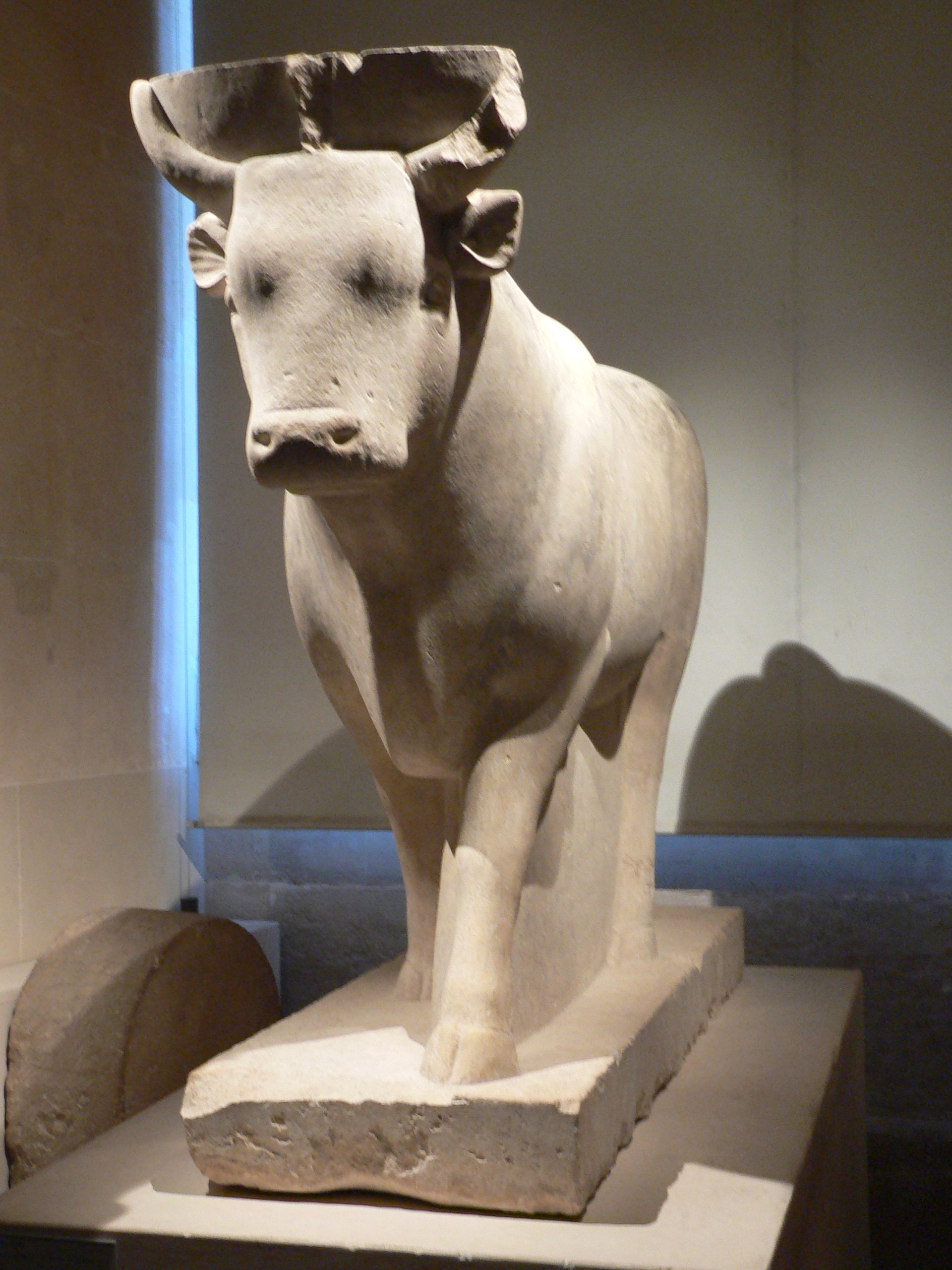
Posąg Apisa odnaleziony w Sakkarze. Luwr

Kult Serapisa narodził się w Egipcie jeszcze przed podbojem i związany był z czcią oddawaną w Memfis świętemu bykowi Apisowi, którego po śmierci balsamowano i składano w grobowcu. Zgodnie z egipską mitologią Apis  stawał się wtedy Ozyrysem, a zbiorowa dusza zmarłych zwierząt czczona była jako Osor Hapi. Greccy mieszkańcy Egiptu sprzed epoki hellenistycznej (np. Naukratis) nazywali go Serapisem.
Dla kolonistów, których większość władców państw hellenistycznych rekrutowała spośród Greków, naturalną rzeczą było zaspokajanie potrzeb natury religijnej poprzez uczestnictwo w kultach lokalnych. W religiach politeistycznych bóstwo związane było z terytorium, a przybysze zobowiązani do oddawania mu czci. Nie przeszkadzało to jednak w doszukiwaniu się w miejscowych wierzeniach podobieństw do tych rodzimych, bliższych i lepiej znanych. Proces nadawania bóstwom lokalnym imion reprezentantów greckiego panteonu nazywa się w dzisiejszej historiografii interpretatio graeca (tłumaczeniem na grekę).
W związku ze znacznym wzrostem obszaru, na który zaczęła rozprzestrzeniać się kultura grecka, zjawiskiem charakterystycznym okresu hellenistycznego,  było upowszechnianie się kultu bogów potężnych i uniwersalnych, których oddziaływanie wykraczało poza ramy polis. Stąd też wielki sukces kultów wschodnich, które w oczach Greków miały zdecydowanie bardziej powszechną naturę. To z kolei prowadziło do przejmowania przez bóstwa obcych panteonów cech bogów greckich.
Takim potężnym bóstwem był Serapis, który identyfikowany był przede wszystkim z Dionizosem i Zeusem, a od Asklepiosa przejął zdolność uzdrawiania. Odniesienia do egipskiego Ozyrysa akcentowane były poprzez więź ze światem podziemnym oraz małżeństwo z Izydą. Przedstawiany był jako siedząca na tronie postać, przypominająca Hadesa lub Plutona (bóstwa chtoniczne). Na głowie miał kosz (łac. modius), pojemnik na ziarno, który był greckim symbolem krainy zmarłych. Bóg dzierżył berło oznaczające władzę. Towarzyszył mu Cerber, strażnik zaświatów, leżący u jego stop oraz wąż, prawdopodobnie nawiązujący do  ureusza, egipskiego symbolu władzy.

### Serapejony

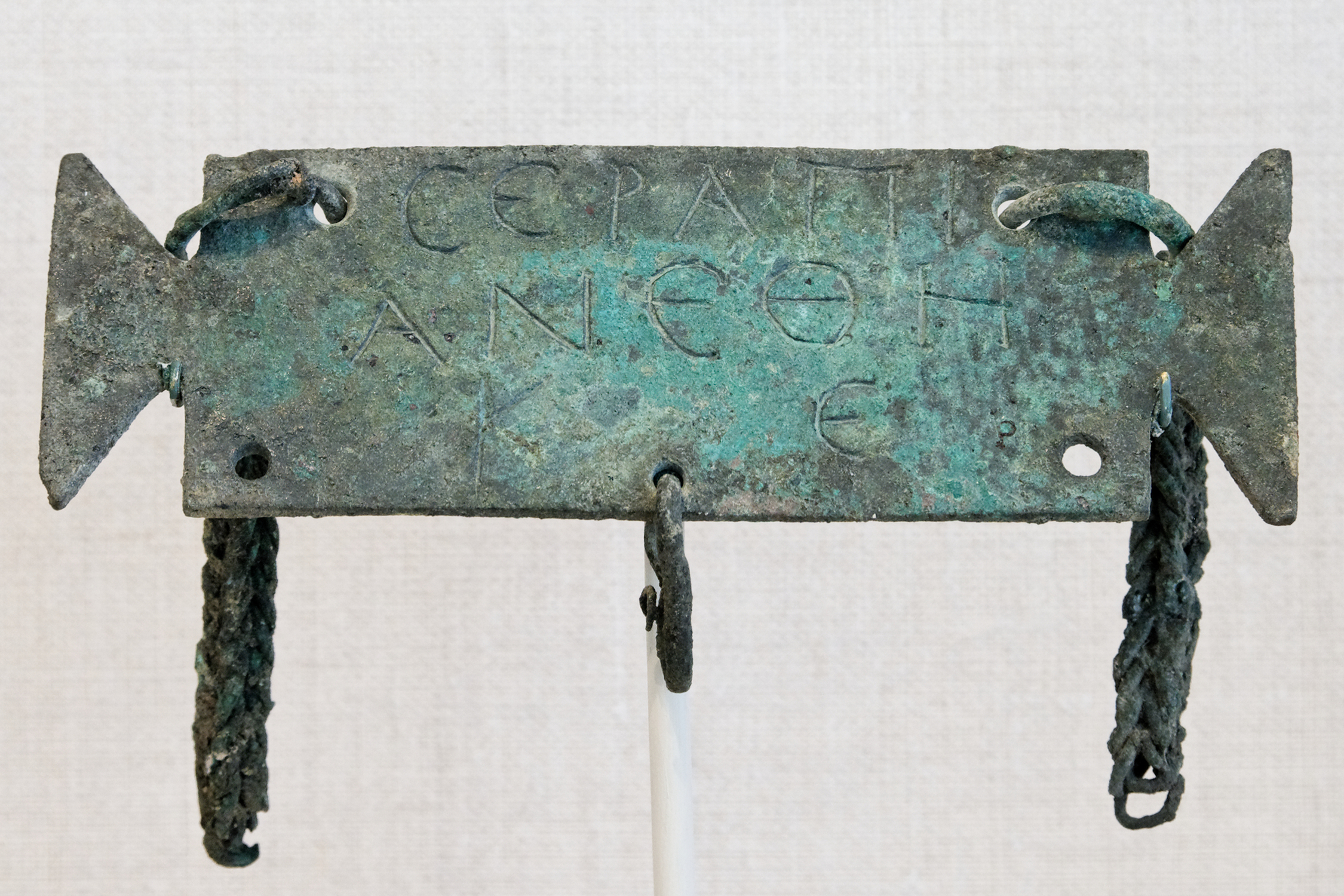
Tabliczka wotywna z II wieku n.e. Metropolitan Museum of Art

Ptolemeusze najprawdopodobniej wspierali kult Serapisa po to, aby wśród różniących się etnicznie i kulturowo poddanych uzyskać większą jedność i posłuch (kwestia sporna). Z inskrypcji fundacyjnych wiemy jednak, że to Ptolemeusz III Euergetes zbudował słynny, aleksandryjski Serapejon, który stał się centrum kultu, a podobne szybko zaczęły wyrastać w miastach prowincjonalnych. Krótki opis jego położenia przedstawia Pauzaniasz w swoich Wędrówkach po Helladzie. Z serapejonem memfickim wiązała się instytucja ludzi zatrzymywanych (katochoi), wiernych którym bóg we śnie nakazywał pozostanie w granicach świątyni i nie mogli oni odstąpić tego miejsca bez wyraźnego sygnału.
Praktyki religijne związane z Serapisem były ściśle powiązane z kultem Izydy, a celebra ewoluowała w kierunku misteriów (szczególnie w okresie dominacji rzymskiej). Związany z nimi wątek pasyjny, mający swoje korzenie w micie o Ozyrysie, silnie oddziaływał na wyobraźnię i emocje wiernych. Opłakiwano śmierć i radowano się ze wskrzeszenia bóstwa. Praktykowano oczyszczenie poprzez obmycie (np. w rzece) i uwolnienie od grzechów. Przełom okresu hellenistycznego i cesarstwa to wzrost zainteresowania światem pozagrobowym i tymi aspektami bóstw chtonicznych które się do niego odnosiły. Wierzono również, że Serapis podobnie jak Asklepios leczy, przekazując we śnie szczegóły terapii.

### Rozprzestrzenienie kultu i jego kres
Spontaniczne procesy synkretystyczne wspomagali kapłani tradycyjnych egipskich kultów. Mając na celu oswojenie miejscowych wierzeń i uczynienie ich bardziej zrozumiałymi dla przybyszów podejmowali się tłumaczenia tekstów religijnych lub pisania zupełnie nowych, uwzględniających kulturowe różnice. Jednym z takich kapłanów był Isodoros, którego liryki odnaleziono na ścianach hellenistycznej świątyni Izydy  w Medinet Madi, a także wspomniany już Manethon opisujący w języku greckim historię swojego kraju.

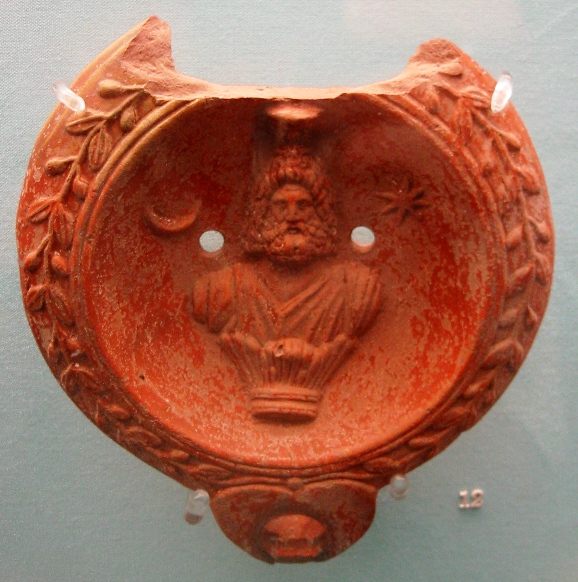
Rzymska lampka oliwna (II wiek n.e.)

Okazało się to bardzo pomocne w rozpowszechnieniu kultu poza granicami Egiptu, szczególnie w Grecji właściwej. Jej mieszkańcy mieli głęboki szacunek do religii egipskiej i doszukiwali się w niej pierwowzoru dla wierzeń rodzimych już w czasach Herodota (Dzieje II.41 i 42). Ze śladów pozostałości epigraficznych znany jest przebieg rozprzestrzeniania się kultu Serapisa w całym basenie Morza Śródziemnego. Sprzyjały temu szczególnie tradycyjne przemieszczenia całych grup ludności w poszukiwaniu nowych miejsc do życia, żołnierze służący w Egipcie, czy w końcu przebywający tu czasowo mieszkańcy innych części świata antycznego.
W I wieku p.n.e. u schyłku Republiki rzymskiej kult Serapisa i Izydy zaczął rozwijać się również w Italii. Ze względu na silne akcenty eschatologiczne, a co za tym idzie potrzebę opieki bóstwa, które mogłoby zapewnić zbawienie w życiu pozagrobowym (wątek ozyriański), szybko zyskał wielu zwolenników szczególnie wśród niższych warstw ludności. Rozwój kultu nastąpił w okresie cesarstwa za panowania Kaliguli, który wybudował na Polu Marsowym świątynię Izydy. Kolejny impuls przyszedł wraz z rządami cesarza Karakalli, który prowadząc politykę unifikacyjną ludności cesarstwa i wydaniem tzw. Constitutio Antonina (nadanie praw obywatelskich większości mieszkańców imperium), zapragnął zjednoczyć w kulcie bogów wszystkich cudzoziemców (Papirus Giessen 40). W tym celu w centrum Rzymu na Kwirynale kazał wybudować nową świątynię Serapisa, w bliskiej odległości od świątyni Jowisza.
Kres kultowi Serapisa położyło dynamicznie rozwijające się w okresie późnego antyku chrześcijaństwo. W IV wieku n.e. doszło nawet do aktów agresji ze strony wyznawców rodzimej religii, którzy odpowiedzieli w ten sposób na wyśmiewanie ich  wierzeń przez patriarchę Aleksandryjskiego Teofila. W efekcie tych zdarzeń cesarz Teodozjusz I Wielki, samemu będąc zagorzałym zwolennikiem nowej religii, zakazał praktyk pogańskich, a Serapejon zburzono.

## Galeria

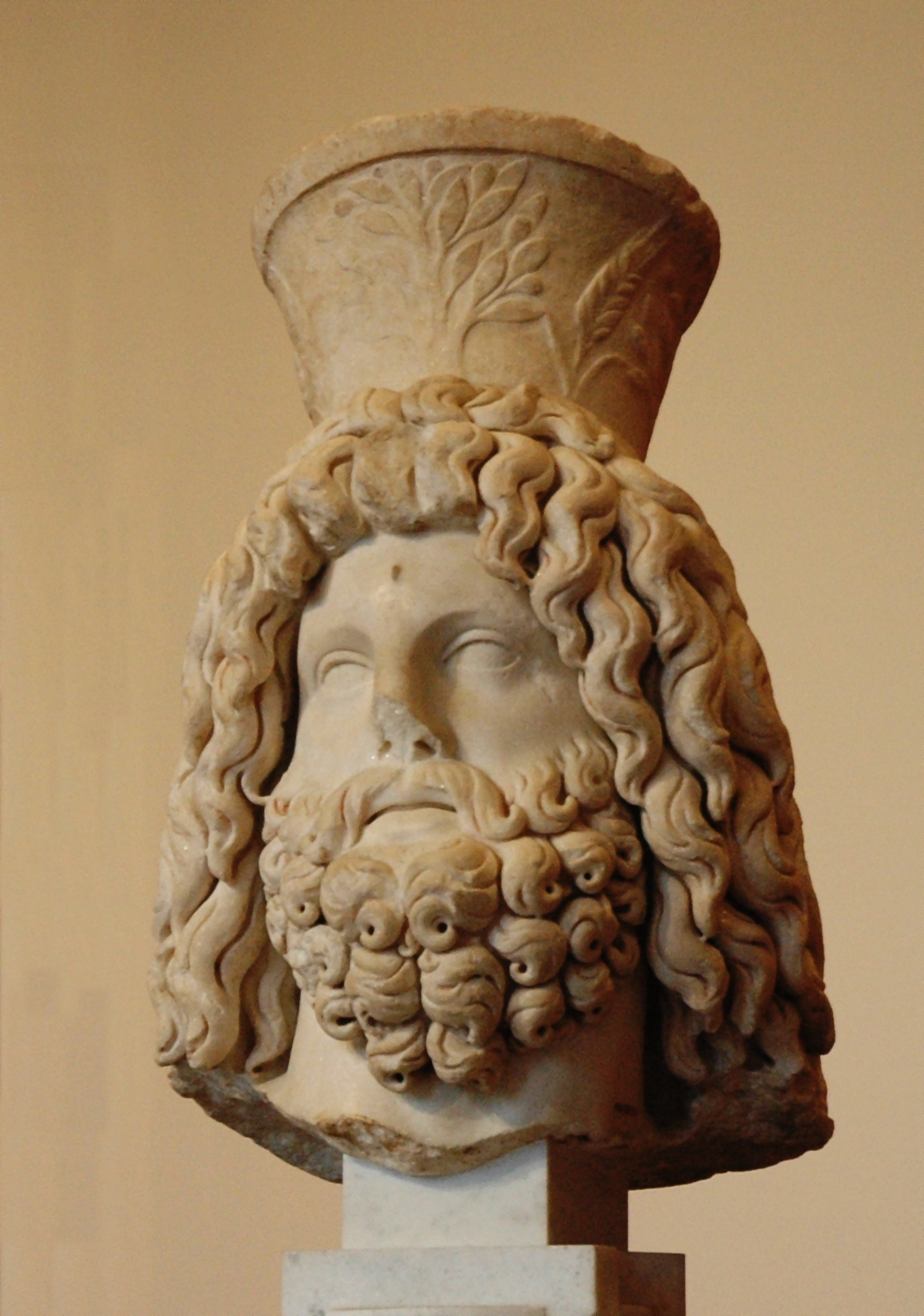
Marmurowa głowa Serapisa, III wiek n.e.
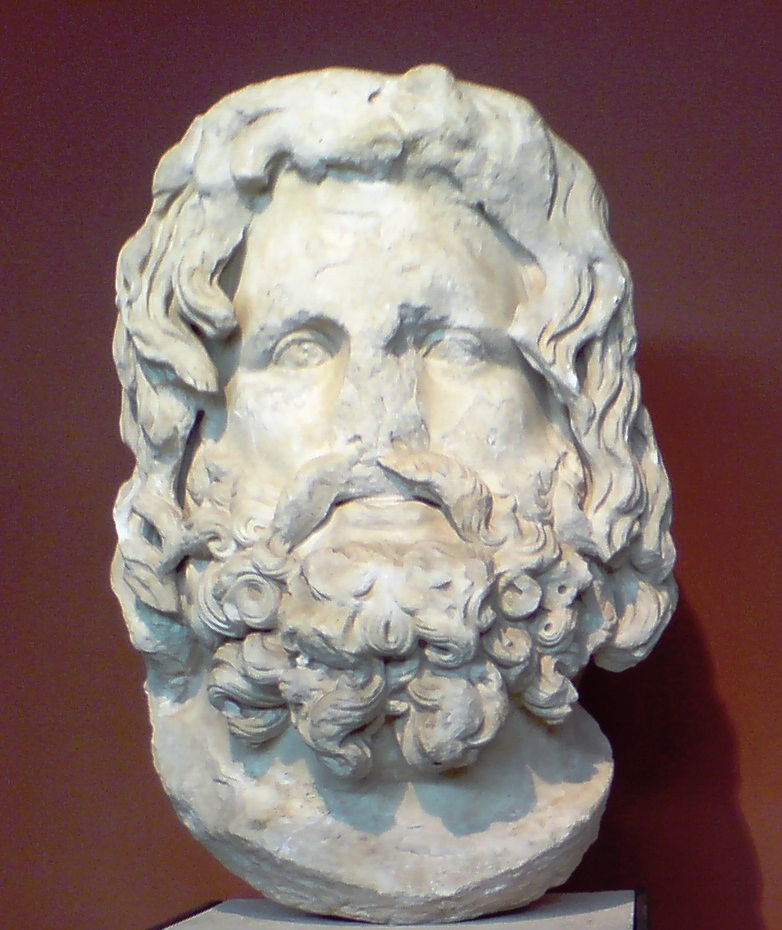
Głowa Serapisa, II wiek n.e.
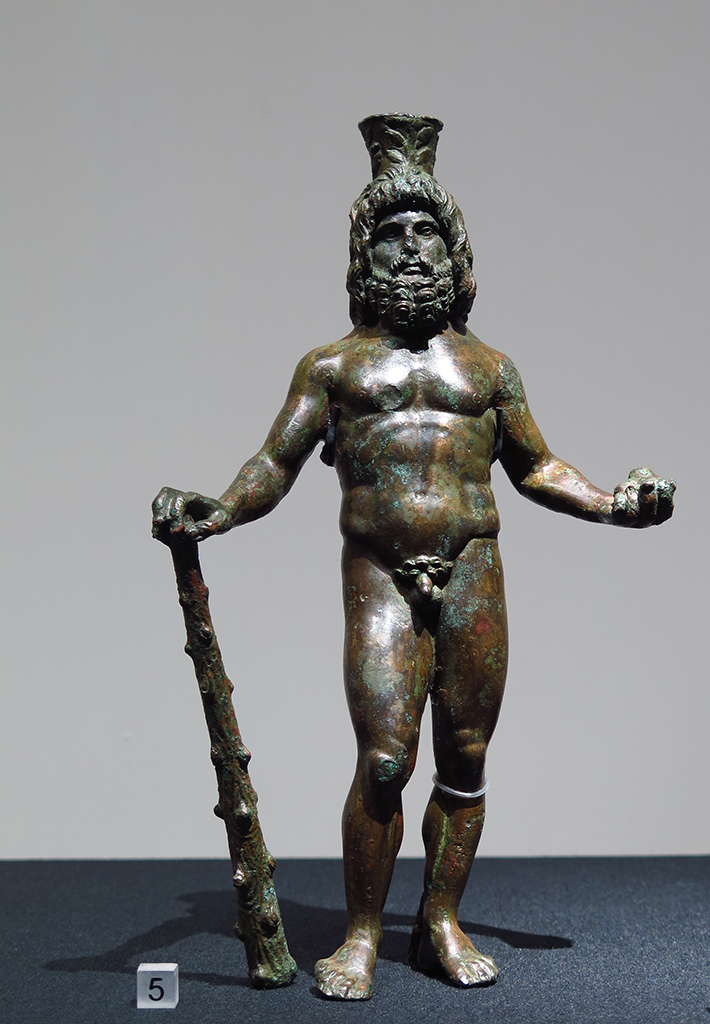
Posążek Serapisa z Bagram, Afganistan
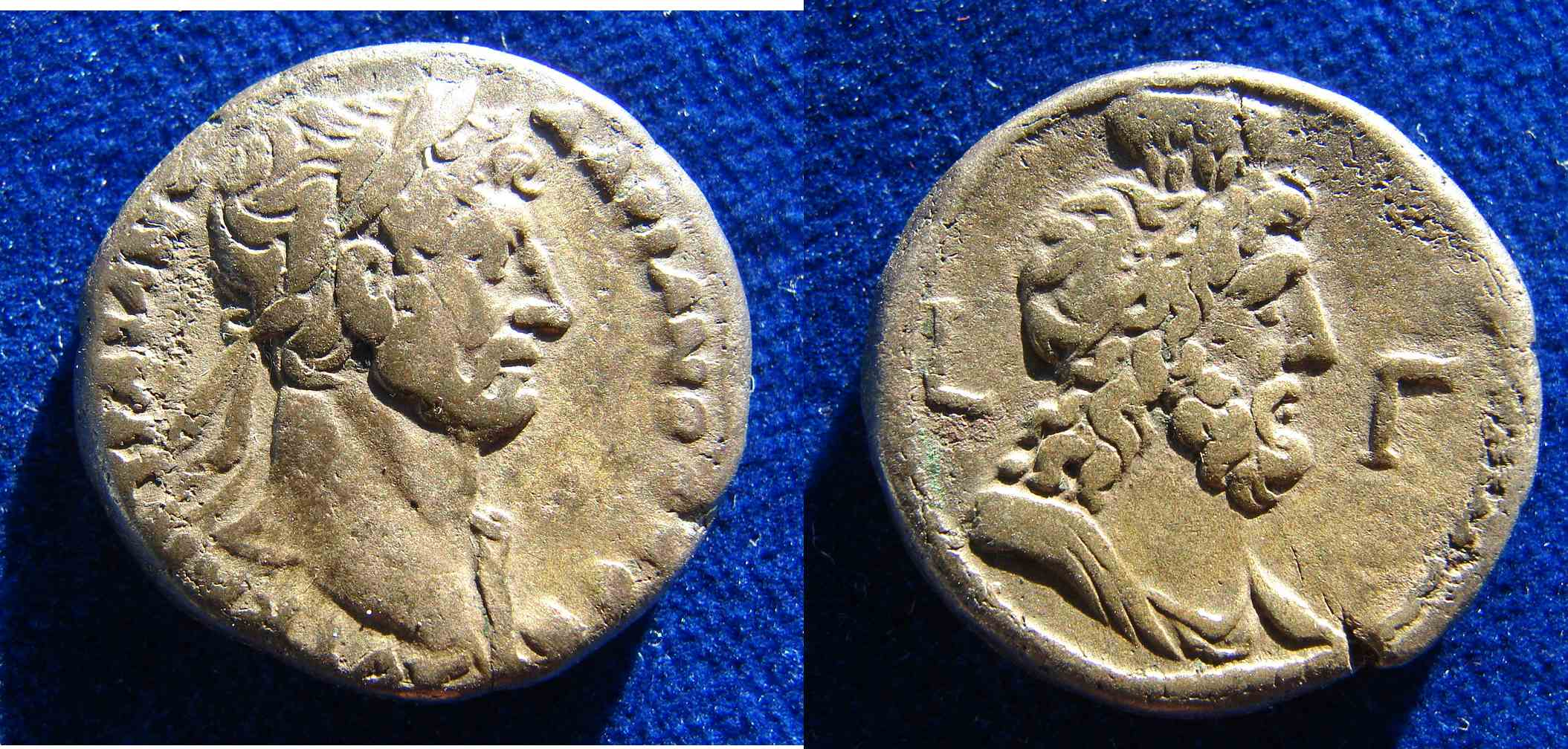
Tetradrachma z wizerunkiem Hadriana i Serapisa
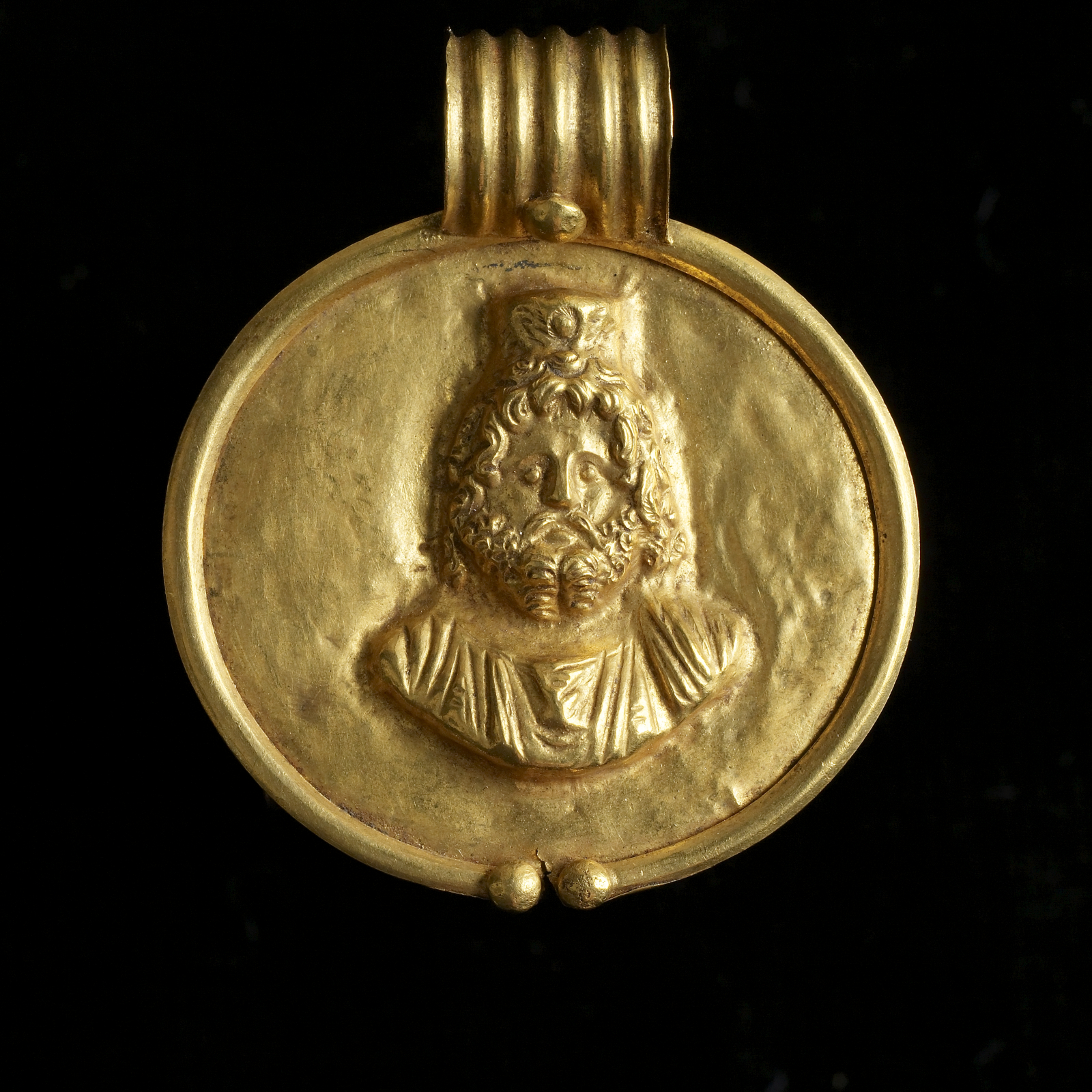
Wisior z wizerunkiem Serapisa II wiek p.n.e.

### Teksty źródłowe
- E.J. Chinnock: The Anabasis of Alexander or the History of the Wars and Conqest of Alexander the Geat, Literally Translated, with a Commentary, from the Greek of Arrian the Nicomedian. Londyn: Hodder and Stoughton, 1884. Brak numerów stron w książce
- Herodotus: The Histories, with an English translation by A.D.Godley (Book II.42). Cambridge: Harvard University Press, 1920.Sprawdź autora:1. Brak numerów stron w książce
- Manetho with an English Translation by W.G.Waddell. Cambridge Mass., Londyn: Harvard University Press, William Heinemann Ltd., 1964, seria: Loeb Classical Library. Brak numerów stron w książce
- Pausanias': Description of Greece. Translated into English with notes and index by Arthur Richard Shilleto. Londyn: Georg Bell and Sons, 1886.Sprawdź autora:1. Brak numerów stron w książce
- Plutarch: Moralia Volume V. Translated by Frank Cole Babbitt. Cambridge Mass.: Harvard University Press, 1936, seria: Loeb Classical Library. ISBN 978-0-674-99337-2.Sprawdź autora:1. Brak numerów stron w książce
- Tacitus: Histories Book 4-5, Annals Book 1-3. Translated by Clifford H. Moore and John Jackson. T. III. Cambridge Mass., Londyn: Harvard University Press, William Heinemann Ltd., 1931, s. 164-165, seria: Loeb Classical Library 249. ISBN 978-0-674-99274-0.Sprawdź autora:1.

### Literatura
- R.S. Bagnal: Egypt in Late Antiquity. Chichester: Princeton University Press, 2010. ISBN 0-691-06986-7. Brak numerów stron w książce
- B. Bravo, E. Wipszycka: Historia starożytnych Greków. T. III: Okres hellenistyczny. Warszawa: Wydawnictwo Naukowe PWN, 1992. ISBN 83-01-06653-9. Brak numerów stron w książce
- M.L. Bierbrier: Historical Dictionary of Ancient Egypt. Lanham, Toronto, Plymouth: The Scarecrow Press, Inc., 2008, seria: Historical Dictionaries of Ancient Civilizations and Historical Eras, No. 22. ISBN 978-0-8108-5794-0. Brak numerów stron w książce
- G. Hart: The Routledge Dictionary of Egyptian Gods and Goddesses. Londyn, Nowy Jork: Routledge, 2005. ISBN 0-415-36116-8. Brak numerów stron w książce
- M. Jaczynowska: Historia starożytnego Rzymu. Warszawa: PWN, 1986. Brak numerów stron w książce
- D. Musiał: Grecja. W: Historia starożytna (pod red. M.Jaczynowskiej). Warszawa: Trio, 1999. ISBN 83-85660-53-4. Brak numerów stron w książce
- I. Shaw: The Oxford History of Ancient Egypt. Oksford: Oxford University Press, 2000. ISBN 978-0-19-280458-7. Brak numerów stron w książce
- A. Świderkówna: Bogowie zeszli z Olimpu. Bóstwo i mit w greckiej literaturze świata hellenistycznego. Warszawa: Wydawnictwo "Wiedza Powszechna", 1991. ISBN 83-214-0727-7. Brak numerów stron w książce
- E. Turner: Ptolemaic Egypt. W: The Cambridge Ancient History (praca zbiorowa). T. VII, vol.1: The Hellenistic World. Cambridge: Cambridge University Press, 2008. ISBN 0-521-23445-X. Brak numerów stron w książce